# Viktorija Tokovaja
Viktorija Ivanovna Tokovaja (in russo Виктория Ивановна Токовая?; traslitterazione anglosassone Viktoriya Ivanovna Tokovaya; Soči, 1º gennaio 1976) è una bobbista russa.

## Biografia
Prima di dedicarsi al bob, la Tokovaja ha praticato l'atletica leggera nella disciplina del salto triplo.

Compete dal 2000 come pilota per la squadra nazionale russa. Colse il suo unico podio in Coppa del Mondo nella stagione 2003/04, il 6 febbraio 2004 a Sigulda dove giunse seconda nel bob a due con Nadežda Orlova e detiene quale miglior piazzamento in classifica generale il sesto posto nel bob a due, ottenuto al termine di quella stessa stagione. A partire dal 2009/10 gareggiò anche in Coppa Europa concludendo quell'annata al terzo posto in graduatoria generale. 
Ha partecipato ai Giochi olimpici invernali di Salt Lake City 2002 e di Torino 2006 classificandosi rispettivamente all'ottavo posto (con Kristina Bader) e al settimo (con la Orlova) nel bob a due. 
Prese parte inoltre a ben otto edizioni dei campionati mondiali totalizzando quali migliori risultati il dodicesimo posto nel bob a due ottenuto sia a Schönau am Königssee 2004 che a Lake Placid 2009 e il quinto nella competizione a squadre raggiunto sempre nel 2009. Nelle rassegne continentali non è invece andata oltre il nono posto nel bob a due raggiunto ad  Altenberg 2012.
Disputò la sua ultima gara internazionale il 17 febbraio 2012 a Lake Placid, in occasione dei campionati mondiali 2012 e terminando la gara a due in quattordicesima posizione.
Dal 2016 fa parte dello staff tecnico della squadra russa insieme a Nadežda Orlova, sua ex frenatrice.

## Palmarès

### Coppa del Mondo
- Miglior piazzamento in classifica generale nel bob a due femminile: 6ª nel 2003/04.
- 1 podio (nel bob a due):
  - 1 secondo posto.

### Circuiti minori

#### Coppa Europa
- Miglior piazzamento in classifica generale nel bob a due: 3ª nel 2009/10;
- 3 podi (tutti nel bob a due):
  - 2 secondi posti;
  - 1 terzo posto.

#### Coppa Nordamericana
- 1 podio (nel bob a due):
  - 1 secondo posto.